# Re di Corinto
La lista dei re di Corinto era piuttosto complessa secondo gli antichi, soprattutto per la presenza di più versioni tra loro contrastanti.

## Storia
L'antica Corinto, secondo quanto attesta la mitologia greca, venne fondata da Sisifo, che le diede il nome di Efira e ne fu il primo sovrano. In realtà, secondo la tradizione risalente a Eumelo di Corinto, prima di lui avrebbero regnato i discendenti di Elios, il dio Sole, ossia Eeta, che sarebbe andato in Colchide, lasciando il regno a Buno, seguito da Epopeo, Polibo di Corinto, Creonte, ucciso con sua figlia Glauce da Medea.
Dopo Sisifo, suo figlio Glauco, al quale succedette Bellerofonte.
Secondo una tradizione locale difficilmente collocabile, in questo periodo Corinto, secondo la tradizione locale figlio di Zeus avrebbe dato ad Efira il suo nome. A lui sarebbe succeduto Creonte (figlio di Liceto).
Suo successore fu Ornizione e, infine, Toante, padre di Damofonte, che generò Propoda, al quale successero Dorida e Iantida, scacciati da Alete, capo dell'invasione dorica e instauratore dell'egemonia dorica dopo quella dei discendenti di Sisifo.

## Lista dei re mitologici
Questa una possibile lista dei re mitologici di Corinto, ovvero precedenti all'avvento degli Eraclidi. L'ordine cronologico non è necessariamente corretto.
1. Eete
2. Buno
3. Epopeo
4. Maratone
5. Corinto
6. Polibo
7. Creonte
8. Medea
9. Ippote
10. Sisifo
11. Glauco
12. Bellerofonte
13. Ornizione
14. Toante
15. Damofonte
16. Propoda
17. Dorida e Iantida